# Route nationale 72
La route nationale 72 (RN 72 o N 72) è stata una strada nazionale francese che partiva da Mont-sous-Vaudrey e terminava a Pontarlier. Nel 1972 è stata completamente declassata.

## Percorso
Si staccava dalla N5 a Mont-sous-Vaudrey e si dirigeva ad est rimanendo a sud della Loue. In questo tratto è oggi conosciuta com D472. Dopo Mouchard raggiungeva la profonda valle della Furieuse, dove serviva Bracon, per poi raggiungere un altopiano a circa 600 m di altitudine. Saliva ancora di oltre 200 m (oggi con il nome di D72) e aveva fine a Pontarlier, incrcociando la N67, oggi riassegnata alla N57.
Dopo il 1972 la N72 consistette soltanto in una bretella di collegamento tra l’A6 e la N6 a nord di Mâcon: anche questa nel 2006 venne declassata a D672.